# Lúcio Papírio Crasso (tribuno consular em 368 a.C.)
Lúcio Papírio Crasso (em latim: Lucius Papirius Crassus) foi um político da gente Papíria nos primeiros anos da República Romana, eleito tribuno consular em 368 a.C.. Lúcio Papírio Crasso, cônsul em 336 e 330 a.C., e Marco Papírio Crasso, ditador em 332 a.C., eram seus filhos.

## Tribunato consular (368 a.C.)
Em 368 a.C., foi eleito tribuno consular com Sérvio Cornélio Maluginense, Espúrio Servílio Estruto, Sérvio Sulpício Pretextato, Tito Quíncio Cincinato Capitolino e Lúcio Vetúrio Crasso Cicurino.
Quando os tribunos da plebe Caio Licínio Calvo Estolão e Lúcio Sêxtio Laterano lideraram as tribos a votarem as suas próprias propostas a favor da plebe, mesmo com o veto expresso dos demais tribunos da plebe, controlados pelos patrícios. O Senado então nomeou Camilo ditador pela quarta vez, nominalmente para dar conta de um ataque dos velétrios, mas principalmente para impedir a votação das leis de Licínio e Sêxtio.
| “ | E como as tribos já haviam sido convocadas a votar e o veto dos colegas não impediu os promotores da lei, os patrícios, alarmados, recorreram a duas medidas extremas: o cargo mais alto e o cidadão acima de todos os demais. Decidiram nomear um ditador e a escolha recaiu sobre Marco Fúrio Camilo, que escolheu Lúcio Emílio como seu mestre da cavalaria. | ” |
|   | — Lívio, Ab Urbe Condita VI, 4, 38. |   |